# 上市町立白萩西部小学校
上市町立白萩西部小学校（かみいちちょうりつ しらはぎせいぶしょうがっこう）は、富山県中新川郡上市町にある公立小学校。小規模校である。

## 沿革
- 1876年3月 - 興原小学校を湯神子藤田作左衛門方に創立[2]。
- 1884年 - 火災により焼失。同村藤田作方に移る[2]。
- 1887年3月 - 湯神子小学校と改称[2]。
- 1892年10月 - 湯神子尋常小学校と改称[2]。
- 1901年4月 - 白萩尋常小学校と改称。湯上野細割に移転新築。折戸、伊折、蓬沢、東種を各分教場とする[2]。
- 1908年4月 - 東種分教場が分離独立し、東種尋常小学校（後の白萩南部小学校）となる[3]。
- 1909年4月 - 折戸、伊折、蓬沢の3分教場分離統合し、早月尋常小学校（後の白萩東部小学校）となる[4]。
- 1925年4月 - 白萩尋常高等小学校となる。高等科設置に伴い校舎を増築[2]。
- 1929年1月 - 校舎の大部分増築[2]。
- 1941年4月 - 白萩西部国民学校に改称[2]。
- 1946年 - 稲村冬季分校開設[2]。
- 1947年4月 - 白萩西部小学校と改称[2]。
- 1953年11月 - 体育館を新築[2]。
- 1954年5月 - 上市町立白萩西部小学校と改称[2]。
- 1975年12月 - 稲村分校休校[5]。
- 1986年3月 - 旧校舎の南西500m地点に新校舎が竣工[6][7]。
- 2010年1月 - 省エネ改修工事完成[8]。

## 通学区域
湯崎野、湯神子、湯神子野、堤谷、須山、眼目新、極楽寺、湯上野、釈泉寺、稲村、丸山、折戸、中村、下田、蓬沢、伊折

## 進学先
- 上市町立上市中学校

## 周辺
- 富山県道336号極楽寺湯神子線
- 丸山総合公園